# Xã Anderson, Quận Perry, Indiana
Xã Anderson (tiếng Anh: Anderson Township) là một xã thuộc quận Perry, tiểu bang Indiana, Hoa Kỳ. Năm 2010, dân số của xã này là 1.557 người.